# Климов, Алексей Васильевич
Алексей Васильевич Климов (р. 27 августа, 1975 года, Томск, СССР) — член сборной команды России по пулевой стрельбе в пистолетных упражнениях, ЗМС России, чемпион мира (2010), рекордсмен мира (2006, 2012). Капитан ВС РФ.

## Биография
Начал заниматься стрельбой в школьном возрасте, так как уроки физкультуры, по словам стрелка, часто проходили в тире. Первым тренером Климова стал Николай Михайлович Александров — тренер спортклуба «Нейтрон» города Сосновый Бор (Ленинградская область), куда Алексей в раннем возрасте переехал вместе с родителями.
После срочной службы в армии остался служить по контракту, в настоящее время выступает за Российскую Армию.
Входит в сборную команду России с 1993 года. До розыгрыша Кубка мира в 2007 году имел мало опыта участия в крупных международных соревнованиях и не показывал стабильного результата.
Принимал участие в Олимпийских играх в Пекине, но не смог пробиться в финальную часть соревнований.

## Спортивные достижения
- чемпион Европы (2007)
- обладатель Кубка мира (2006)
- рекордсмен мира (2006, 2012)
- победитель Кубка мира (2012)